# 凯撒大帝IV
《凯撒大帝 IV》是由Tilted Mill Entertainment公司开发的城市建造游戏，其背景时代设置在古罗马时期。游戏在2005年8月宣布开发，并于2006年9月26日发布(美国)。游戏采用3D引擎。
和该系列的原作相同，该作让玩家模拟在古罗马时期建设城市。像他的姐妹篇《不朽之都：尼罗河的儿女》(2004)一样，该作更倾向与游戏的建设，也在建设下设计了更多的人机互交。
之前，Tilted Mill在2006年8月16日发布了一个Demo版。 

## 游戏图像
比较该系列先前的版本，该作使用了可转动的更能真实表现游戏景色和城市的三维引擎，代替以前的固定视角三维图像。这让玩家可以全方位观察自己建设的城市。另外，游戏允许玩家建设与水平成45°的街道，之前的城市建造游戏都只提供横竖向的街道建设，配合三维引擎，玩家可以更好的摆弄自己的城市布局。

## 剧本
游戏剧情部分被分为三块，依据古罗马三个历史时期命名：罗马王国(Roman Kingdom)，罗马共和国(Roman Republic)，罗马帝国(Roman Empire)。
罗马王国部分只是一个教程，而共和国和帝国部分，玩家则可以选择建设一个和平型的城市或军事型城市。
还有五个剧本：Amida、Corduba、Cyrene、Djedu和古罗马。只有提前在Tilted Mill Entertainment网站上订购该作的玩家才可以体验。

## 评论
凯撒大帝 IV收到许多负面评论，问题主要集中在游戏系统上，如无故当机，画面延迟，游戏界面问题等。正面评论则是游戏的出色图像表象和专业的背景音乐，音效等
- Metacritic（页面存档备份，存于）
- GamerNode - 8.2分(10分制).